# 沙氏刺鮁
沙氏刺鮁（学名：Acanthocybium solandri），又名竹鮫、棘鰆、石喬、竹節鰆、土托舅、沙啦，為輻鰭魚綱鱸形目带鱼鯖亞目鯖科刺鮁屬下的唯一種，分布於全球三大洋熱帶及亞熱帶海域，本魚嘴大、強壯，呈三角形，具扁長形而細鋸齒狀齒，吻大約與頭部一樣長，鰓耙不存在，有泳鰾，身體覆蓋著小鱗片，背部是彩虹般藍綠色，側邊銀色的有在側線之下延伸到的24-30個深藍色藍色的縱帶，背鰭硬棘23-27枚，背鰭軟條12-16枚，臀鰭軟條12-14枚，脊椎骨62-64個，體長可達250公分，為大洋性魚類，在表層水域成小群活動，屬肉食性，以魚類、頭足類為食，可做為食用魚及遊釣魚。

## 擴展閱讀
維基物種上的相關：沙氏刺鮁